# Лугбара
Лугбара — нилотский народ центральносуданской группы, проживающий в Уганде и Демократической Республике Конго (ДРК).
Численность в Демократической Республике Конго — до 500 тысяч человек по оценкам к началу XXI века; в Уганде — по переписи 2002 года — было зафиксировано 1 022 059 человек. Район расселения лугбара в Уганде находится на северо-западе Северной области, в округах Аруа, Марача-Терего, Кобоко и других на границе с ДРК.
Язык народа — лугбара — входит в центральносуданскую группу нило-сахарской языковой семьи.
Большая часть народа исповедует христианство.